# شفيقة أخوندوفا
شفيقة أخوندوفا غلام قيزي (بالأذربيجانية: Şəfiqə Axundova) - الملحنة الأولى التي كتبت الأوبرا في الشرق. فنانة الشعب الأذربيجاني (1998).

## حياتها
ولدت شفيقة أخوندوفا في عام 1924, في مدينة شاكي. عندما درست مدرسة باكو للموسيقى تحت عنوانه عاسف زينلي بين عامين 1943-1944, تدرست من الملحن الآذربيجاني المشهور عزير حجيبكوف.
```
في عام 
1956
, تخرجت من معهد موسيقى في 
أذربيجان
 باسم 
عزير حجيبكوف
، من كلية الملحنين. 
```

فاز باسم فنانة الشعب في جمهورية أذربيجان، في عام 1998. وحصلت على وسام «المجد», في عام 2004.
كانت مولفها الأبرا «صخور العروس» وأصبحت شفيقة أخوندوفا ملحنة أولى التي كتبت الأوبرا في الشرق، عام 1972
و مع ذلك، كانت مؤلفها الأغانية الرائعة مثل «ليلة», «ممالك سعيدة» و «بيتنا», «مع السلامة الهند», «لماذ تعيس؟» وهلم جرا.
كانت تمنح أخوندوفا باسم حائزة على لقب الجدارة لجمهورية أذربيجان الاشتراكية السوفيتية في عام 1973،
و في عام 1998, الفنان الشعب لأذربيجان.
توفيت في 26 يوليو، عام 2013, في باكو.

## أعمالها
- الأوبرا: «صخور العروس»
- أوبريت: بيتنا، سرنا
- حوالي 300 أغنية ورومانسية

للبيانو:
- مسرحياتان (1946)
- سوناتان (1946)